# Yolande Calichiama
Yolande Calichiama est une journaliste réunionnaise travaillant sur la chaîne privée Antenne Réunion.

## Biographie

### Etudes
Yolande Calichiama a passé un BAC L-option cinéma et audiovisuel. Une fois son bac obtenu, elle intègre hypokhâgne, et se tourne vers l'histoire contemporaine. Elle poursuit avec une maîtrise en Info-Communication.
En 2012, elle décide de présenter, depuis La Réunion un MBA Management Business & Administration, piloté par l'IAE de Paris - Sorbonne

### Carrière
Yolande Calichiama arrive en 2001 à Antenne Réunion en tant que stagiaire. En 2003, elle commence en tant que remplaçante, et devient rapidement la joker N°1 des différentes éditions du journal télévisé.
Après avoir été titulaire du journal de 12H30, en 2006, elle devient également titulaire des éditions du weekend.
Fin 2007, elle alterne la présentation du 19H00 en semaine avec Jean-Marc Collienne. De la fin 2011 à septembre 2015 elle fait son retour aux éditions du weekend.
En 2015 Laurence Françoise est mise de côté par la chaine, Yolande Calichiama retourne alors à la présentation en semaine. C'est également à elle de présenter les soirées électorales et de mener les interviews communes avec Réunion 1ère comme par exemple celle du Président en 2014.
Lors de l'élection Présidentielle de 2017, elle part à Paris pour interviewer 10 des 11 candidats à l'élection, dans une émission intitulée La Réunion compte sur Vous.
En Juillet 2017, à la suite du départ d'Eric Fontaine du poste de rédacteur en chef à Antenne Réunion, le poste de Directeur de l'information est créé et lui est attribué, bien qu'elle reste toujours une des titulaires à la présentation du Journal.
Le jeudi 4 juillet 2019, elle présente son dernier journal télévisé sur Antenne Réunion, après seize années de présentation. Cependant, la journaliste reste à la direction de l'information. Début 2020, elle est nommée au poste de directrice du développement d’Antenne Réunion en charge des actions territoires et offres publiques. 
Durant le confinement de mars à mai 2020 et à la suite de la pandémie de Covid-19 à La Réunion, elle fait son retour à l'antenne et présente sur Antenne Réunion l'émission COVID CQFD, à destination du monde économique réunionnais.
Le 25 novembre 2020 est diffusé sur Antenne Réunion, Kabossés : les hommes prennent la parole, un documentaire qu'elle a réalisé avec Benjamin Gueniot. Il donne la parole aux hommes, auteurs de violence conjugale et condamnés. Le second numéro est programmé un an plus tard, avec cette fois-ci des témoignages de femmes victimes et résilientes.
En mars 2022, elle quitte Antenne Réunion en faisant jouer sa clause de conscience. Elle entre ensuite en politique, lors des élections legislatives en étant suppléante auprès du candidat Eric Leung dans la sixième circonscription de La Réunion. Le duo est éliminé dès le premier tour.
Fin 2023, elle est nommée directrice des contenus d’informations des rédactions internet, radio et télé de Mayotte La 1ère

## Vie privée
Yolande Calichiama est mère de deux enfants, d'une fille née en 2007 (Noémie) et d'un garçon né en 2010 (Raphaël).
Le mardi 19 décembre 2017, la présentatrice s'est mariée avec le père de ses enfants, Thierry Vidot.